# UAE
UAE — эмулятор компьютеров семейства Commodore Amiga, обладающий одной из наиболее полноценных реализаций эмуляции аппаратной части этой платформы и всех её модификаций, с применением JIT. Он был создан Bernd Schmidt при помощи многих других разработчиков. 
Основной платформой для запуска UAE являются UNIX‐подобные операционные системы (такие, как Linux, BSD, BeOS или NextStep), однако имеются версии для других ОС (таких как macOS, Microsoft Windows, AROS): WinUAE и E-UAE (реализация возможностей WinUAE для других платформ).
В первое время существования эмулятора название UAE являлось аббревиатурой, обозначавшей Unusable Amiga Emulator (с англ. — «Непригодный эмулятор Amiga»). Кроме того, встречалась расшифровка Unix Amiga Emulator (с англ. — «Эмулятор Amiga для Unix») по названию целевой платформы программы. С развитием эмулятора аббревиатура потеряла смысл, и сегодня название официально не расшифровывается. Тем не менее от названия образовывались различные бэкронимы, как например: Ubiquitous Amiga Emulator, Ultimate Amiga Emulator или Universal Amiga Emulator.
Следует отметить, что UAE эмулирует только аппаратную часть компьютера Amiga, поэтому для запуска AmigaOS и программ для неё потребуется прошивка KickStart и дистрибутив классической AmigaOS 1.0-3.0 для m68k, которые в настоящее время являются собственностью компании Cloanto, Inc.  и свободно не распространяются. Возможно использование m68k‐дистрибутивов классической AmigaOS 3.5 и 3.9 от Amiga Inc. также являющихся проприетарным ПО.
UAE является свободным программным обеспечением и распространяется на условиях GNU General Public License.